# Volodymyrskyi (huyện)
Huyện Volodymyrskyi (tiếng Ukraina: Володимирський район, chuyển tự: Volodymyr-Volynskyis'kyi raion) là một huyện của tỉnh Volyn thuộc Ukraina. Huyện Volodymyrskyi có diện tích 2556,5 km², dân số theo 2020 là 172947 người, dân số theo điều tra dân số ngày 5 tháng 12 năm 2001 là 28241 người với mật độ 27 người/km2. Trung tâm huyện nằm ở Volodymyr.